# مورلاند (اکلاهما)
مورلاند(به انگلیسی: Mooreland) شهری در ایالت اکلاهما کشور ایالات متحده آمریکا است که جمعیت آن در سرشماری سال ۲۰۱۰ میلادی، ۱٬۱۹۰ نفر بوده‌است.